# Fosse de Beaufort
Pour les articles homonymes, voir Beaufort.

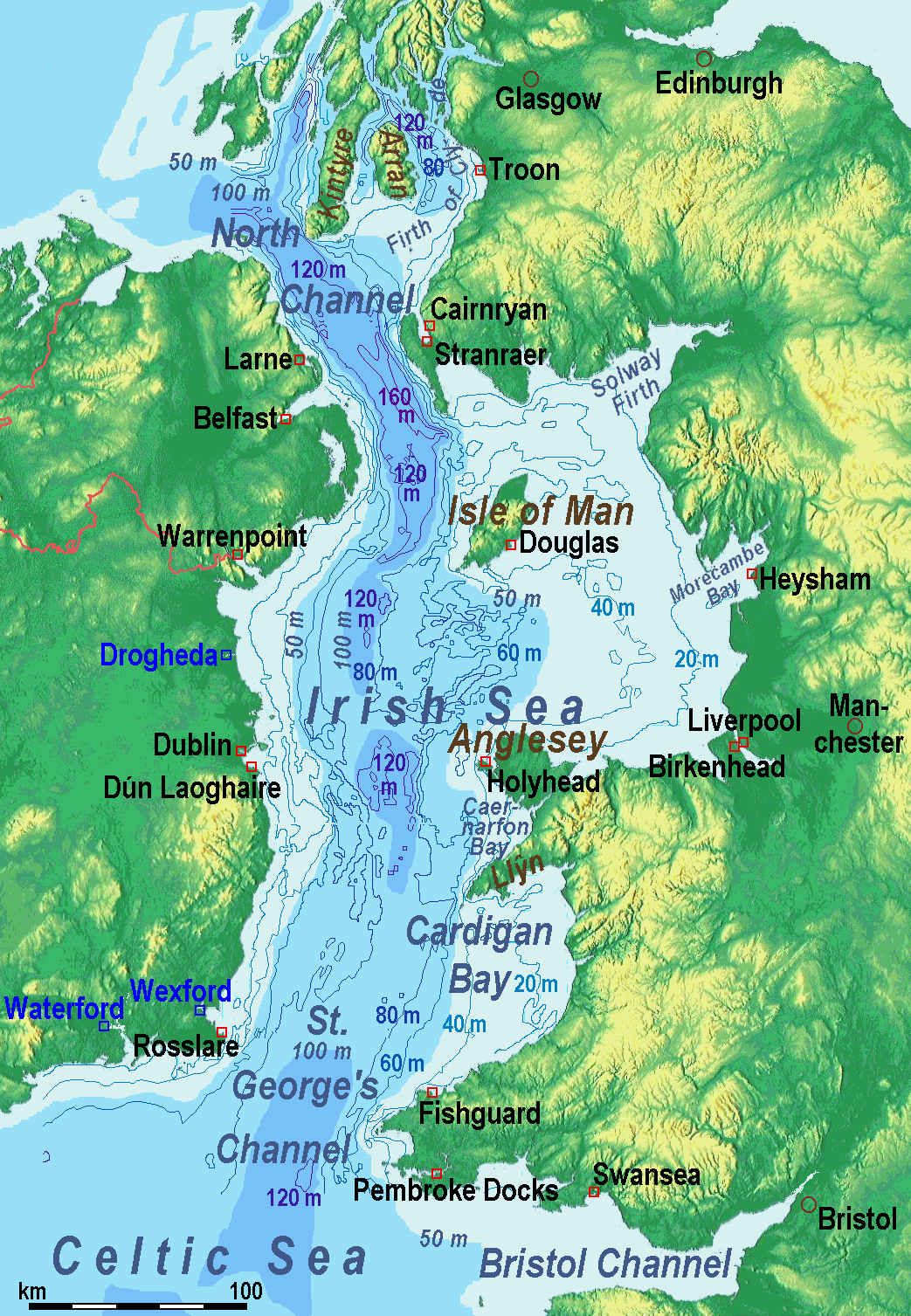
Relief sous-marin de la mer d'Irlande
La fosse de Beaufort ou canal du Nord part du nord des îles irlandaises et rejoint le canal Saint-Georges plus au Sud en passant par la mer d'Irlande (les grands ports sont représentés par des points rouges. Les autres sont représentés par des points bleus).

La fosse de Beaufort (ou Beaufort's Dyke pour les anglophones) est une fosse marine séparant les îles d'Irlande (notamment Irlande du Nord) de celle de Grande-Bretagne (plus exactement de l'Écosse).
C'est la partie la plus profonde du canal du Nord.
Cette fosse est aussi connue comme l'un des plus grands sites sous-marins ayant été utilisés en Europe comme décharge pour des munitions immergées (conventionnelles et chimiques) « excédentaires » et matériels de guerre (dizaines de sous-marins U-Boot allemands notamment). Elle a aussi reçu des déchets radioactifs.

## Géologie, géomorphologie, bathymétrie
Cette dépression forme une tranchée sous-marine longue de 50 km et large d'environ 3,5 km.

Elle est profonde de 200 à un peu plus de 300 mètres (312 m exactement, soit la hauteur de la tour Eiffel avec son drapeau telle qu'elle était en 1889, c'est-à-dire avant l'ajout de son antenne) ;
C'est une faible profondeur par rapport aux grandes fosses océaniques mais c'est beaucoup par rapport au plateau continental (dans le pas de Calais, la profondeur ne dépasse guère les 30 m).
Depuis peu, on connait mieux la forme et la profondeur de cette fosse grâce à la possibilité de croiser les renseignements apportés par :
- une cartographie bathymétrique faite en 2007 par sondeur bathymétrique (échosondeur)[2] ;
- des échantillonnages de fond (2007)[2] ;
- une étude par vidéo in situ (2007)[2],
- une étude par la sismique (2008)[3] ;
- des données hydrographiques (rassemblées par le British Oceanographic Data Centre ou BODC).

Selon l'analyse croisée (holistique) de toutes ces données, cette fosse semble récente.

Elle serait essentiellement issue de « processus péri- et sous-glaciaires composites » dominées par l'action des eaux de fonte sous-glaciaire et datés du Weichsélien (Devensien)
Plus précisément, elle serait une ancienne « vallée tunnel » (« tunnel valley ») creusée dans le plateau continental par la fonte de grandes masses de glace durant une ou plusieurs glaciations récentes.

L'isolement régional et la spécificité de cette fosse pourraient être expliqués par le couplage de 4 éléments :
1. une faiblesse structurelle due à un plan de faille),
2. la présence et forme des grandes masses rocheuses d'Irlande et d’Écosse qui orientent le flux),
3. la présence de halite (minéral essentiellement composé de chlorure de sodium dans le substrat érodé) ; Ce minéral a pu renforcer le potentiel d'érosion du glacier le recouvrant.
4. Normalement, dans le contexte de turbidité importante propre à cette région, une telle fosse aurait déjà du être en grande partie comblée par des sédiments jeunes (déposés depuis la dernière glaciation). Elle semble au contraire avoir été maintenue ouverte, probablement par les courants de marée très rectilignes ayant un effet de chasse sur les sédiments.

L'observation des grandes formes de dunes sous-marines et des micro-reliefs des sédiments meubles peuvent donner des indications sur les phénomènes de dynamiques hydrosédimentologiques et de transport de sédiment à l'œuvre.
Ici, la morphologie des ondes qui caractérisent la surface du sédiment (formes semi-lunaires) et les formes largement paraboliques du lit de la fosse au sud contredisent le courant dominant moyen observé S-N se jetant dans le « North Channel », écoulement hydrodynamique enregistré dans le chenal du Nord. Ceci suggère un « régime hydrodynamique de remplacement », soit encore à l'œuvre à l'intérieur de la fosse, soit datant de la création des formes de relief.
Si c'est bien le cas, les polluants libérés par les déchets militaires qui y ont été enfouis ne pourront y être piégés.

## Histoire
Depuis la fin du XIXe siècle, plusieurs projets ont concerné la création d’un tunnel ferroviaire reliant l’Irlande et l’Écosse (« Irish Sea tunnel ») tous repoussés pour des problèmes techniques ou de coûts liés à la présence de la fosse de Beaufort.
Sa profondeur et sa proximité du port militaire de Cairnryan ont fait qu’elle est devenue une décharge sous-marine probablement dès les années 1920 et la plus grande décharge militaire du Royaume-Uni. À partir de 1945, une zone précise est réservée aux immersion de munitions et d'autres déchets dangereux, précisée par une notice aux marins, mais auparavant, les rejets en mer pouvaient se faire n'importe où. Une carte récente a été publiée par le ministère de la défense, montrant qu'un projet de pose de câblage électrique passe dans une zone critique.

L'activité militaire du port de Cairnryan, principal responsable des rejets de munitions a peu à peu cessé (dans les années 1960 à 1970 (après que l'armée ait progressivement démantelé la plupart de ses installations). Mais les problèmes posés par les munitions immergées dans la fosse persistent et risquent de s'aggraver avec le temps.

Selon les archives, au sud de la mer d'Irlande existent aussi trois autres anciennes zones d'immersion de déchets, plus petites, situées au sud ouest de la côte du pays de Galles, près de Milford Haven (port pétrolier disposant de raffineries).

## Décharge militaire sous-marine

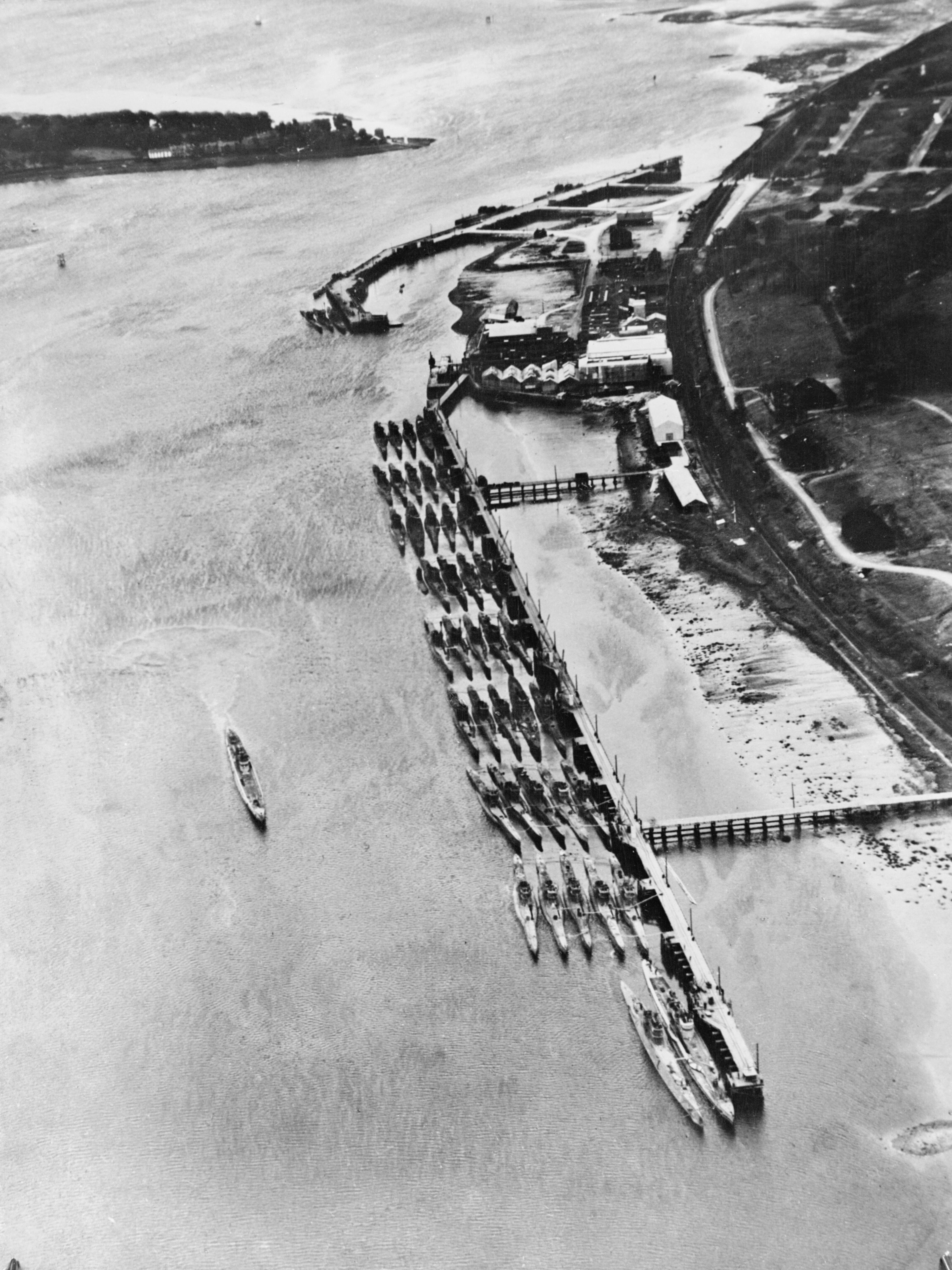
52 des U-boats de la flotte atlantique de la Kriegsmarine, amarrés à Lisahally (Irlande du Nord) ici en juin 1945 après la reddition de la flotte aux alliés. Presque tous seront sabordés par les alliés dans la fosse de Beaufort

Après la Première Guerre mondiale, plusieurs pays se sont servis de la mer pour se débarrasser des munitions devenues dangereuses ou encombrantes, dont au large des côtes de l'Europe de l'Ouest. Les rejets de déchets en mer (« deposits at sea ») ont longtemps été admis voire recommandés au Royaume-Uni.
Au Royaume-Uni, les archives militaires d'avant 1945 sur les rejets dans la fosse de Beaufort ne sont pas disponibles (perdues ou encore classifiées). Des archives plus récentes confirment qu'après la Première Guerre mondiale, le rejet en mer de munitions dangereuse a encore été couramment pratiqué, en particulier pour les armes chimiques. Ces documents indiquent que le choix des sites d'immersion a été fait en concertation avec des représentants des secteurs de la pêche et de la navigation pour s'assurer que les sites choisis ne poseraient pas de problèmes de sécurité. Les facteurs pris en considération ont été la sécurité du public, celle du personnel transportant ces munitions, ainsi que les coûts des alternatives (stockage ou d'élimination par différents moyens). Ces alternatives étaient le démontage et recyclage de certains éléments pouvant l'être en toute sécurité, la destruction ou l'incinération d'éléments pouvant l'être en toute sécurité, la décharge en mer quand le risque ou les coûts étaient importants.

Au Royaume-Uni toujours, fin 1945, il restait 2 millions de tonnes de munitions non utilisées, dont 1,2 million de tonnes en surplus. La RAF avait à faire face à un problème identique avec 500 000 tonnes de bombes. la décision du rejet en mer a été prise lors des discussions sur la réduction des stocks d'armements durant la période 1945-1947. Les questions et débats parlementaires britanniques des années 1945-1950 sur ce sujet ont presque toutes porté sur les moyens d'éliminer plus vite encore les stocks de munition. En réponse à une question sur les risques pour les pêcheurs ou usagers des plages écossaises, le sous-secrétaire d’État à la guerre a répondu « Des mesures sont prises pour que tous les "paquets" coulent dans les 3 secondes après leur entrée dans l'eau. Ils sont jetés dans une dépression sous-marine spécialement sélectionnés à cet effet. La zone offre un maximum de précaution contre le déplacement ultérieur des munitions par les courants de marée et de la possibilité de rejets sur les plages... Il n'y a rejet en mer que quand nous sommes convaincu qu'il n'est pas acceptable de les détruire ; pour des raisons de non rentabilité ou de danger ».
Les forces armées britanniques, en accord avec le Ministère de la Défense du Royaume-Uni se serait ainsi débarrassée (des années 1920 aux années 1960) de plus d'un million de tonnes de munitions (dont armes chimiques) dans cette zone. Ce chiffre révélé au public le 21 avril 2005 en vertu de la loi sur la transparence Freedom of Information Act a notamment choqué les écologues et écologistes anglais. Une part importante de la côte Ouest de l’Écosse (où existent de nombreux projets d'éoliennes offshore et d'utilisation de l'énergie des vagues) est potentiellement touchée.
Avant et après la Seconde Guerre mondiale, l'armée anglaise s'est débarrassée dans cette fosse d'une quantité importante de munitions dites conventionnelles (obus, mines, grenades, bombes, balles, obus anti-aériens et détonateurs) et d’armes chimiques et engins incendiaires.

Plus d'un million de tonnes de munitions ont ainsi été immergées dans le Dyke durant au moins 40 ans selon les données fournies par le gouvernement anglais à la Commission OSPAR. Après la dernière guerre, de 1949 jusqu'en 1973 (date d'interdiction de rejet de déchets en mer), la RAF a jeté dans la Fosse de Beaufort 137 767 tonnes de munitions. 
Il faut environ 80 ans pour que la corrosion soit assez avancée pour que les munitions commence à libérer leur contenu toxique. Une première étude faite sur le sud de la zone (Région III) en 1996 avait conclu à l'absence de « preuve indiquant la présence de produits chimiques, provenant d’armes et de munitions conventionnelles et chimiques, dans les sédiments, le poisson ou les mollusques et crustacés » ; Plus précisément, les taux d'arsenic et de métaux lourds relevés dans la zone étaient à cette date comparables « aux taux attendue aux alentours du Royaume-Uni » mais, la pollution chronique et ancienne, et « le fond naturel géochimique marin» sont très mal évalués. De plus, on s'est aperçu que des munitions ont aussi été jetées aux abords de la fosse. Selon des modélisations récentes (2011), les mouvements internes à la masse d'eau présente dans la fosse suffisent pour disperser les particules de polluants ; la pollution induite par la corrosion des munitions ne pourra donc être fixée dans la fosse.
Le proche port de Cairnryan a joué un rôle majeur dans la transformation de cette fosse naturelle en décharge.
Ce port était autrefois très modeste, aménagé au XVIIIe siècle dans la commune qui grandissait en raison de la présence d'une carrière d'ardoise proche. Mais en raison de sa position discrète et bien protégée, il est devenu durant la Seconde Guerre mondiale le second port militaire du pays (avec 3 embarcadères et une voie ferrée dédiée aux besoins militaires et spécialement construite pour eux).

À la fin de la Seconde Guerre mondiale, la flotte atlantique des U-Boote allemands (154 U-Boote) s'est rendue dans le Loch Ryan. Une partie de ces sous-marins (121) ont été ancrés dans le port de Cairnryan et en Irlande, puis ont été remorqués en mer au-dessus de la fosse de Beaufort avant d'être sabordés en eau profonde au large de Lisahally, en Irlande du Nord ou du Loch Ryan en Écosse à la fin de 1945 et au début de 1946. Cette opération avait été baptisée «Opération Deadlight»).

Durant les années d'après-guerre, ce port a été utilisé pour recevoir des munitions non explosées ou obsolètes. Ces dernières étaient chargées sur des péniches de débarquement et amenées en mer au-dessus de la Fosse de Beaufort pour y être immergées.
Un certain nombre d'employés sont morts durant ces opérations à risque, mais d'autres risques et dangers, plus insidieux et durables sont apparus dans les décennies qui ont suivi avec ;
- des explosions sous-marines spontanées de munitions immergées[17] ;
- un risque de pollution marine chronique due aux fuites de produits chimiques. Ces dernières devraient être de plus en plus importantes au fur et à mesure que la corrosion dégradera les enveloppes des munitions (fonte, acier, cuivre, etc.). 
Toutes ces munitions contiennent des produits toxiques, dont plomb, arsenic, mercure (sous forme du fulminate de mercure, composant principal des amorces), et composants chimiques dans certains cas. 
(voir l'article « Toxicité des munitions » pour plus de précisions) ;
- un éparpillement de munitions dangereuses ; En juillet 1945, 14 600 tonnes de roquettes (roquettes d'artillerie de 5 pouces rempli de phosgène ont été jetés dans la Fosse de Beaufort[13]
À l'occasion d'action de pêche ou de travaux sous-marins, des munitions ont été dispersées par les courants et se sont par la suite échoués sur les plages de la région. 
En particulier, en 1995, ce sont environ 4500 engins incendiaires qui ont échoué sur les côtes écossaises et nord-irlandaise, après ou pendant la pose du gazoduc d'interconnexion (SNIP), reliant l'Écosse et l'Irlande du Nord (gazoduc constitué d'un tuyau de 24 pouces) et posé par British Gas. Ces bombes incendiaires contenaient du phosphore, du benzène et des composés cellulosiques[15]. Ils avaient été jetés en mer par l'armée anglaise entre 1945 et 1976[15]. L'ignition du phosphore peut se faire au simple contact de l'air et a déjà été sources de brûlures et blessures[15]. 
Une étude faire par un laboratoire de la Marine d'Aberdeen a conclu que certaines de ces bombes avaient sans doute été déplacées par les travaux de pose du gazoduc immergé, mais que certaines d'entre elles au moins n'avaient pas été jetées à grande profondeur dans la zone réservée à cet effet par le ministère de la défense comme elles auraient dû l'être[15]. Les chaluts de pêche ou les courants ou des travaux sous-marins ont alors pu favoriser leur éparpillement. Elles sont devenus une source de danger pour les pêcheurs et les touristes[15]. Des câbles électriques sous-marins doivent être posés dans la même zone, ce qui préoccupe la Commission OSPAR.

## Décharge de produits radioactifs
En 1995, plusieurs articles anglais ont évoqué l'immersion de déchets radioactifs dans la fosse de Beaufort, rapidement démentis par les autorités britanniques puis par certains fonctionnaires de la Commission européenne (sur la base d'informations leur ayant été fournies par les autorités britanniques)
Puis, fin juin 1997, le gouvernement britannique a admis que des immersions avaient été faites dans cette fosse, dans les années 1950 et années 1960 (peut-être environ deux tonnes).

Dans un premier temps, Mme Bjerregaard au nom de la Commission européenne (1er août 1997) a précisé qu'au début de 1996 (...) la Commission avait enquêté sur des allégations évoquant une immersion de déchets radioactifs faite par le Royaume-Uni plus tardivement (en 1981) dans la fosse de Beaufort. Selon Mme Bjerregaard, « le Royaume-Uni a expliqué qu'il n'y avait pas eu d'immersion de déchets radioactifs, mais que, pour essayer un nouveau dispositif d'immersion embarqué, des conteneurs factices, qui ne contenaient pas de déchets radioactifs, avaient été jetés à la mer cette année-là. Les autorités britanniques ont également déclaré qu'à aucun moment des déchets radioactifs n'avaient été immergés dans la fosse de Beaufort. Cependant, cette information, qui avait été donnée de bonne foi, s'est depuis lors révélée erronée » (y compris pour les dates puisque des rejets ont eu lieu de 1949 à 1982, tous faiblement radioactif. Ces rejets ont eu lieu sous le contrôle de l'autorité « United Kingdom Atomic Energy Authority », mais sans nécessité d'autorisation (licence) avant 1974, date à partir de laquelle des licences sont délivrées par le MAAF (ministère chargé de l'Agriculture et de la pêche). Après 1974, tous les rejets de déchets radioactifs anglais en mer se seraient faits dans l'Atlantique profond. Il y a une exception en 1981, avec rejet dans la fosse de Beaufort de 9 tonnes (six conteneurs), à cause du mauvais temps sur la zone initialement prévue pour le rejet en mer. Selon le MAAF, la licence accordée concernait six bidons destinés à tester un nouveau matériel de jet de bidons de déchets par-dessus bord)

Puis, « le 1er juillet 1997, les autorités anglaises ont informé la Commission qu'un nouvel examen de dossiers anciens avait malheureusement fait apparaître qu'une faible quantité de déchets de laboratoire et de matières luminescentes avait été immergée dans la fosse de Beaufort dans les années 1950. Ces déchets, qui conditionnement compris, ne représentaient pas plus de quelques tonnes, appartenaient à la catégorie des déchets faiblement ou moyennement radioactifs. La radioactivité liée à ces immersions a été déclarée faible, et la surveillance exercée régulièrement depuis les années 1960 n'a fait apparaître aucun effet mesurable sur la radioactivité ambiante dans la zone concernée ». La Commission a alors demandé au gouvernement anglais « un complément d'information pour examiner quelles mesures devraient éventuellement être prises pour nous protéger d'éventuelles conséquences ultérieures ».

Une étude du National Radiological Protection Board (NRPB, office anglais de radioprotection) a été faite, sur la base des « informations disponibles » pour évaluer l'importance radiologique des rejets de déchets dans la fosse de Beaufort et des déversements effectués aux alentours de la côte écossaise, qui ont été révélés au même moment. L'étude a conclu (en novembre 1997) à l'absence de risques significatives en termes de radioprotection. L'évaluation des doses pouvant être absorbées par la manipulation des fûts et des différents objets rejetés sur les plages par les vagues ou récupérés lors d'activités de pêche a conclu à l'absence de risque significatif, sauf en cas de contact avec l'une des deux sources de strontium-90 immergées près de l'île d'Arran. Le risque de contact est faible, mais le NRPB a recommandé de donner des conseils aux pêcheurs au chalut et aux organismes chargées de la collecte et du traitement des objets rejetés sur les plages.

## Décharge de déchets industriels
Depuis que l'Écosse est l'autorité délivrant les licences (depuis 1974) ; ont officiellement été jetés dans cette fosse :
- des boues de dragages portuaires venant des ports de Stranraer, Cairnryan (ancien port militaire susceptible d'avoir été pollué) et Portpatrick, de 1974 à nous jours[20] ;
- 3 213 tonnes de déchets de laiterie (venant de la laiterie Stranraer en 1978)[20] ;
- 6 bidons d'acier empli de béton (9 tonnes en tout, simulant des bidons de déchets radioactifs selon le MAFF)[20] ;
- 1 890 tonnes d'eau de pluie contaminée par des « liqueurs » d'une raffinerie de gaz démantelée, rejetées en 1985[20] ;
- Boues de dragage provenant de la pose du pipeline Eirann par Board Gais, début 1993, avec autorisation du Burrow head (Wigtownshire) ;
- Boues de dragage provenant de la pose du premier Pipeline de Transco, plus « récemment »[20].

## Risques de pollution
Des chercheurs du Centre for Coastal and Marine Research, et de l'University d'Ulster, et de l'Institut Agri-Food and Biosciences Institute ont simulé (modélisation)) les transferts de polluants de type ETM (Éléments-traces-métalliques) sur une période de trois mois. Selon le modèle la force et la nature des courants qui animent la masse d'eau du Dyke « a le potentiel d'agir comme une source de contamination par les métaux trace dans les zones au-delà de la vallée sous-marine ». L'analyse d'éléments traces métalliques dans les sédiments dans et autour de cet aires marines ont montré que la fosse n'est pas pour l'instant le site le plus contaminé dans la région. La modélisation du transport des particules et de la cinétique des polluants devrait permettre de mieux comprendre le devenir des polluants peu à peu relargués par les munitions ; pour ce site et d'autres.
Des biofilms bactériens peuvent en outre accélérer la corrosion des obus et d'autres munitions ou containers. Des bactéries peuvent modifier certains polluants en les rendant plus mobiles et plus bioassimilables et plus Bioaccumulables (en transformant le mercure en méthylmercure par exemple).
Certains animaux marins peuvent légèrement déplacer des munitions (fouisseurs, mammifères marins se grattant, etc).

## Infrastructures sous-marines (câbles, fibres, gazoducs..)
- Un gazoduc a été installé dans cette région dans les années 1990 ;
- Un projet (affectant moins les fonds marins) de dispositif d'interconnexion électrique entre l'Écosse et l'Irlande du Nord a été porté par la compagnie d'électricité d'Irlande du Nord (Northern Ireland Electricity, ou NIE). Le risque lié aux munitions immergées a été étudié, via des équipements de détection afin de proposer des tracés sans obstacles[1]. D'autres études devraient suivre la pose des câbles. La NIE en décembre 1997 a produit un addendum à sa déclaration environnementale, en réponse à un mémorandum du National Radiological Protection Board anglais[1].

## Activités halieutiques
Il n'y a pas de piscicultures en mer, et très peu de bateaux de pêcheurs locaux dans cette zone.
Les quelques pêcheurs nord-irlandais présents savent que le chalutage est dangereux, et pratiquent une pêche pélagique ou semi-pélagique. Le chalutage existe aussi, visant les raies, le Merlu argenté et morue, utilisant un chalut de type "rock-hopper" en raison des fonds rocheux (ce filet se soulève quand il rencontre un obstacle). Seuls deux ou trois bateaux locaux pratiquent cette pêche, les autres viennent d'Angleterre, du port de Fleetwood généralement. La langoustine est pêchée au nord-est de la fosse.
Cette pêche en pleine eau se pratique toute l'année, avec un pic d'activité en début d'été (période traditionnelle de pêche au hareng)

## Perspectives
L'Union européenne a décidé en 2000 de financer à 100 % (Décision no 2850/2000/CE ) :
des « actions favorisant l'échange d'information entre autorités compétentes » sur
- les risques liés à l'immersion de munitions ;
- les zones concernées (y compris l'établissement de cartes) ;
- la prise de mesures d'intervention en cas d'urgence.